# Lee Lai Shan
Lee Lai Shan, född den 15 september 1970 i Brittiska Hongkong, är en brittisk/hongkongsk seglare.
Hon tog OS-guld i mistral i samband med de olympiska seglingstävlingarna 1996 i Atlanta.